# Saxifraga comosa
Saxifraga comosa là một loài thực vật có hoa trong họ Saxifragaceae. Loài này được (Poir.) Britton miêu tả khoa học đầu tiên năm 1894.